# Lioptilodes subantarcticus
Lioptilodes subantarcticus là một loài bướm đêm thuộc họ Pterophoridae. Nó được tìm thấy ở Argentina và Brasil.
Sải cánh dài 19–21 mm. Con trưởng thành bay vào tháng 1 và tháng 2.
Ấu trùng ăn Gnaphistylis itatiatiae, Senecio juergensi, Senecio conyzaefolius, Senecio pinnatus và Senecio oleosus.